# Consett
Consett is een plaats in het bestuurlijke gebied Derwentside, in het Engelse graafschap Durham. De plaats telt 27.394 inwoners.

## Geboren in Consett
- Susan Maughan (eig. Marian Maughan) (1938), zangeres
- Rowan Atkinson (1955), komiek en acteur
- Barry Venison (1964), voetballer
- Mark Clattenburg (1975), voetbalscheidsrechter
- John Herdman (1975), voetbaltrainer